# Raul Hilberg
Raul Hilberg (Wenen, 2 juni 1926 – Williston (Vermont), 4 augustus 2007) was een Amerikaanse historicus van Joods-Oostenrijkse komaf. Hij was een van de bekendste en meest gewaardeerde historici van de Holocaust. Zijn lijvige driedelige The Destruction of the European Jews (oorspronkelijk uitgegeven in 1961) wordt als de eerst verschenen uitvoerige bronnenstudie over deze genocide op de Joden beschouwd.

## Levensloop
Op de vlucht voor de nazi's vertrokken de Hilbergs in 1938 uit Oostenrijk naar Cuba en van daaruit in 1939 naar de Verenigde Staten. Zesentwintig minder fortuinlijke familieleden lieten het leven in de nazikampen. Vanaf 1944 was hij soldaat in het Amerikaanse leger en was als zodanig na afloop van de oorlog in de voormalige partijcentrale van de nazi's, het Braunes Haus in München, ingekwartierd. Zijn ontdekking aldaar van een deel van de privébibliotheek van Adolf Hitler wekte zijn belangstelling voor de Holocaust. Hij nam deel aan een van de processen van Neurenberg als getuige van het US ministerie van Justitie. Nadat hij in de VS was teruggekeerd behaalde hij zijn master aan de Columbia-universiteit en promoveerde vervolgens aan deze gerenommeerde universiteit. Hij doctoreerde bij een Duits-Joods politieke wetenschapper Franz Neumann, die Duitsland al in 1933 ontvluchtte. Hilberg had de intentie om in navolging van Neumann, de structuur en de praktijk van de Jodenvervolging in kaart te brengen, inclusief de afwachtende, meegaande houding van vele Joden destijds.
Van 1955 tot 1991 was hij hoogleraar in de politieke wetenschappen aan de Universiteit van Vermont, een kleine universiteit in de plaats Burlington (Vermont). Hilberg was van diverse instellingen lid. Zo benoemde de Amerikaanse president Jimmy Carter hem in de President's Holocaust Commission. Op 26 april 2005 werd hij ook verkozen in de American Academy of Arts and Sciences. Raul Hilberg overleed op 81-jarige leeftijd aan longkanker.

### Visie op de Holocaust
In zijn werk komt Hilberg steeds terug op de Joodse traditie van vertrouwen. Vertrouwen op God, op vorsten en overheden, op wetten en overeenkomsten. En vooral: vertrouwen op de menselijke ratio. De rationele overtuiging dat de nazi's mensen zouden sparen die nuttig en productief waren, was de drijfveer voor de Joodse raden. Vanuit dit geloof in de rede werd de jeugd in de getto's weerhouden van opstand en verzet.
Raul Hilberg keurde de financiële herstelbetalingen af die het Joods Wereldcongres van Zwitserse banken eiste en kreeg. In een interview met de Zwitserse krant Die Weltwoche zei Hilberg: "Er is geen verband tussen wat de Zwitserse banken de Joden verschuldigd waren en wat het Joods Wereldcongres eiste en kreeg." "Dit is de eerste keer in de geschiedenis dat de Joden een wapen hebben gebruikt dat alleen als chantage (Erpressung) kan worden omschreven."
Wat betreft zijn opvattingen over zulke "afpersingen" zat hij evenals de taalkundige Noam Chomsky en de journalist Alexander Cockburn op één lijn met de Amerikaanse politicoloog Norman Finkelstein. Deze was deels onder vuur komen te liggen voor wat betreft zijn onderzoek naar vermeende frauduleuze praktijken rond de Holocaust. Hilberg inspireerde zich naar eigen zeggen op diens werk De Holocaust-industrie:

Toen ik, vlak na het verschijnen, Finkelsteins boek “De Holocaust-industrie” las, zat ik zelf midden in een onderzoek naar deze kwesties, en ik kwam tot de conclusie dat hij op het correcte spoor zat. Ik refereer nu zelf aan het boekdeel dat de claims tegen de Zwitserse banken behandelt en de andere claims in verband met dwangarbeid. Als ik erop terugblik, zou ik zeggen dat hij nog eerder terughoudend was en dat zijn conclusies zeker het vertrouwen waard zijn. Finkelstein is een goed opgeleid politiek wetenschapper, bezit de vaardigheid om aan research te doen, heeft die ook zorgvuldig uitgevoerd, en kwam met de juiste resultaten. Ik zal alleszins niet de enige zijn die het voor de komende maanden en jaren volkomen eens is met Finkelsteins doorbraak.

## Werken
- The destruction of the European Jews (Yale Univ. Press, 2003) (2008, Nederlandse vertaling, De vernietiging van de Europese Joden, Verbum, 1 564 blz., drie delen)
- Sources of Holocaust research: An analysis (I.R. Dee, Chicago, 2001)
- The destruction of the European Jews: precedents, uitgegeven in Omer Bartov, Holocaust: Origins, implementation, aftermath (Routledge, Londen, 2000)
- The politics of memory: The journey of a Holocaust historian (Ivan R. Dee, Chicago, 1996)
- The Fate of the Jews in the Cities, heruitgegeven in Betty Rogers Rubinstein e.a., What kind of God?: Essays in honor of Richard L. Rubenstein (University Press of America, 1995)
- Perpetrators Victims Bystanders: The Jewish catastrophe, 1933-1945 (Aaron Asher Books, NY, 1992)
- The Holocaust today (Syracuse Univ. Press, 1988)
- The Warsaw diary of Adam Czerniakow: Prelude to Doom (Stein and Day, NY, 1979) (als redacteur)
- Documents of destruction: Germany and Jewry, 1933-1945 (Quadrangle Books, Chicago, 1971) (als redacteur)